# Brygada Piechoty Morskiej (hetmanat)

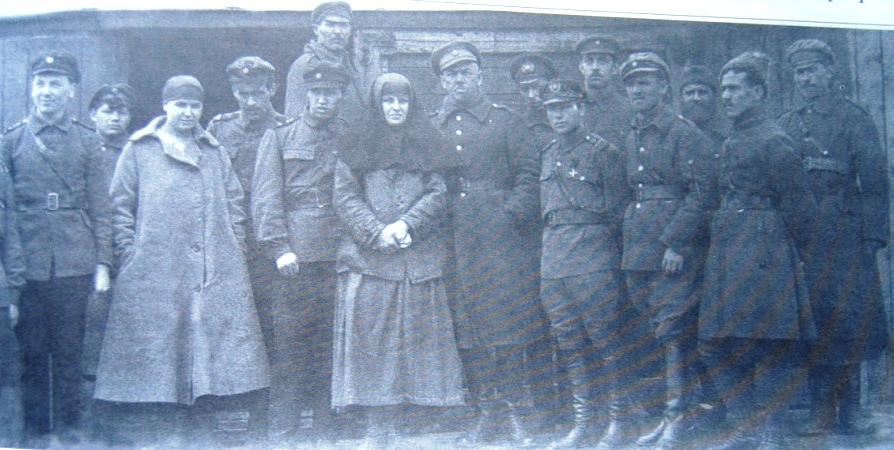

Brygada Piechoty Morskiej (ukr. бригада морської піхоти) – ukraińska jednostka wojskowa sił zbrojnych Hetmanatu w 1918 r.
23 maja 1918 r. hetman Pawło Skoropadski wydał ukaz dotyczący utworzenia brygady piechoty morskiej w składzie trzech 3-batalionowych pułków. Jej zadaniem była ochrona terenów przybrzeżnych Ukrainy, służba w twierdzach morskich i przeprowadzanie operacji desantowych. Brygada wchodziła w skład Korpusu Ochrony Morskiej. Poszczególne pułki miały przydzielone obszary działań: pierwszy - od zachodniej granicy do wsi Siczawka w rejonie Odessy, drugi – od Siczawki do wsi Stanisław, trzeci – od wsi Stanisław do Perekopu.
Dowódcą 1 Pułku Piechoty Morskiej został starszina wojskowy, mianowany 24 października pułkownikiem, Ilarion Isajewicz. Brygada była podporządkowana oddziałowi piechoty morskiej przy sztabie głównym ministerstwa morskiego Hetmanatu, kierowanym przez płk. Władisława Daszkiewicza-Gorbackiego, a od 21 lipca płk. Jastrzembskiego.
31 sierpnia wyszedł rozkaz o dyslokacji pułków brygady. Dowództwo brygady i 1 Pułk zostały ulokowane w Odessie, 2 Pułk w Mikołajowie, a 3 Pułk w Chersoniu. Zaczęto też formować trzy szwadrony kawalerii morskiej: 1 w Odessie, 2 w Oczakowie i 3 w Perekopie, a także plutony telegraficzny i telefoniczny w Mikołajowie oraz oddziały saperów i motocyklistów w Oczakowie. W październiku ogłoszono mobilizację do brygady mężczyzn urodzonych w 1899, ale nie zdołano jej przeprowadzić z powodu wybuchu buntu oddziałów wiernych atamanowi Semenowi Petlurze.
Liczebność poszczególnych pułków brygady osiągnęła następujące stany:
- 1 pułku ok. 300 żołnierzy
- 2 pułku ok. 1,2 tys. z 8 działami.

Po utworzeniu Ukraińskiej Republiki Ludowej na bazie brygady zostały sformowane inne jednostki piechoty morskiej Armii Czynnej URL.